# Herrschaft Schramberg
Die Herrschaft Schramberg war eine sich seit der zweiten Hälfte des 15. Jahrhunderts ausbildende Landesherrschaft der Herren von Rechberg, Herren von Landenberg und des Rochus Merz von Staffelfelden, später das Territorium der ehemaligen Reichsgrafen von Bissingen-Nippenburg im mittleren Schwarzwald.

## Rechberger, Landenberger, Rochus Merz von Staffelfelden, Vorderösterreich

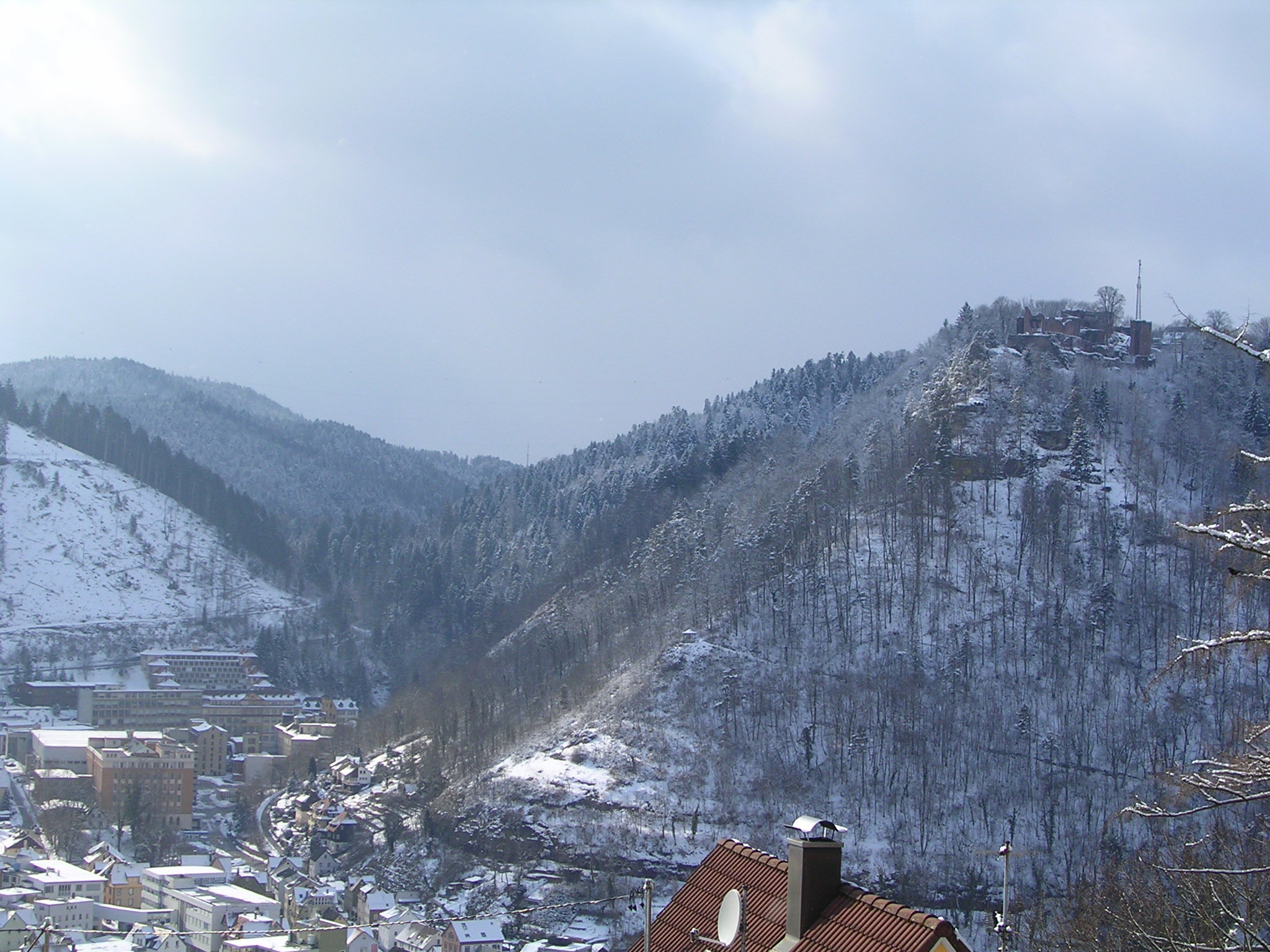
Burg Hohenschramberg (rechts)

Die Herrschaft Schramberg wurde von Hans von Rechberg († 1464) begründet, der zusammen mit seiner Ehefrau Elisabeth von Werdenberg-Sargans († 1469) aus den ehemaligen Herrschaftsgebieten der Falkensteiner, Ramsteiner und Schiltecker ein reichsunmittelbares Territorium formte. Letzteres hatte auch nach 1464 Bestand, als Hans’ Sohn Ludwig von Rechberg († 1503/04) und seine Brüder dieses uneinheitliche Herrschaftsgebiet behaupteten und erweiterten, etwa im Gebiet der ehemaligen Ritterherrschaft Schilteck (1496) oder beim Ausbau der Burg Hohenschramberg. Ludwig hatte, wie u. a. der Hohenschramberger Burgfrieden vom 27. März 1492 belegt, seinen Brüdern Heinrich († 1503) und Wilhelm († 1505) auch Rechte in der Herrschaft Schramberg und bzgl. der Burg einzuräumen.
Ludwigs Sohn Hans (II.) (1504–1526) bemühte sich nach Auseinandersetzungen mit der Reichsstadt Rottweil (1512/1513) seit 1514 indes um den Verkauf der Herrschaft, die schließlich am 10. November 1526 an seinen Schwager Hans von Landenberg (1526–1540) für 11000 Goldgulden veräußert wurde, nachdem sowohl Kaiser Maximilian I. (1493–1519) im Jahr 1514 als auch Abt Nikolaus Schwander von St. Georgen (1517–1530) im Jahr 1521 letztendlich von einem Kauf Abstand nahmen.
Die Verkaufsurkunde vom 10. November 1526 führt dann die zur Herrschaft Schramberg gehörigen Teile auf: Amt Lauterbach und Sulzbach mit Pfarrkirche und Zehnt; Amt Schramberg mit Sulgen und Zehnt; Heiligenbronn mit der Klostervogtei; Aichhalden und Hinteraichhalden mit dem Zoll; Falkenstein mit Mühle, Zehnt und Zoll; Amt und Dorf Mariazell als Lehen des Klosters Reichenau; Ramstein; halbe St. Georgener Klostervogtei als Reichslehen; Amt Tennenbronn; Eigenleute innerhalb und außerhalb der Herrschaft Schramberg. Hans von Landenberg trat zudem 1527 das Reichenauer Meieramt in Trossingen an.
Der Landenberger orientierte sich politisch an dem Haus Habsburg, mit dem er die Öffnungs- und Dienstverträge von 1529 und 1536 schloss. 1532 verkaufte er dem habsburgischen Herzog Ferdinand von Württemberg die halbe St. Georgener Klostervogtei. Wie die Rechberger, so agierten auch die Landenberger als Herren von Schramberg in den für die damalige Zeit so typischen Adelsfehden meist unglücklich. Wie bei Hans II. von Rechberg standen auch unter Hans und dessen Sohn Christoph von Landenberg (1540–1546) Auseinandersetzungen mit der Reichsstadt Rottweil im Vordergrund. Die Landenbergische Fehde (1538–1541) erlangte auch über den Schramberg-Rottweiler Raum hinaus Bedeutung. Die Fehde schädigte die landenbergische Herrschaft schwer, so dass nach dem Tod Christophs (1546) dessen Brüder Rudolf und Hermann (1546–1547) die Herrschaft Schramberg an den Rochus Merz von Staffelfelden († 1563) verkauften (1547).
Der neue Besitzer der Herrschaft Schramberg organisierte diese neu, erweiterte und arrondierte sie. Das Merzsche Urbar (1547/49) gibt die neue Organisationsstruktur der fünf bis sechs schrambergischen „Ämter und Vogteien“ wieder, der Ort Schramberg erhielt mit Urkunde Kaiser Karls V. (1519–1556) vom 7. Oktober 1547 (auf dem „geharnischten Reichstag“) das Marktrecht, rechtliche Auseinandersetzungen gerade auch um die ab 1551 erworbenen Höfe im Amt Langen-Kirnbach führten zum Tennenbronner Vertrag vom 23. Juli 1558 mit dem Herzogtum Württemberg. In Anlehnung an das Haus Habsburg-Österreich vereinbarte der Herr von Schramberg im Jahr 1551 einen Öffnungs- und Schirmvertrag für die Burg Hohenschramberg. Rochus Merz hinterließ bei seinem Tod (1563) eine geordnete, aber noch nicht vollständig konsolidierte „Freiherrschaft“ Schramberg.
Anna Merz von Staffelfelden († 1571), die Ehefrau des Rochus Merz, übernahm nach dessen Tod die Herrschaft Schramberg. Eine aus 600 Mann bestehende „Jagdexpedition“ der Reichsstadt Rottweil in den schrambergischen Wäldern innerhalb der freien Pürsch (1563) brachte als Jagdbeute immerhin zwei Hasen ein („Hasenlied“ der Zimmerischen Chronik) und stand am Anfang eines über 160 Jahre dauernden Prozesses beim Reichskammergericht über die Hochgerichtsbarkeit, wo sich Pürsch und Herrschaft Schramberg überschnitten; Erbauseinandersetzungen führten am 20. September 1566 zum Oberndorfer Vertrag, der Anna Merz in ihrer Schramberger Herrschaft bestätigte; Territorialisierung und Herrschaftsintensivierung verursachten Widerstände bei den Schramberger Untertanen (1570/1571).
Nach dem Tod der Anna Merz (1571) kam die Herrschaft Schramberg an die mit der Regentin verwandte Tiroler Adelsfamilie der Zott von Berneck. Die Herrschaft des Sebastian und Gottfried Zott (1571–1583) leitete dann endgültig den Übergang Schrambergs an das Haus Habsburg-Österreich ein (1583); Graf Wilhelm von Zimmern (1583–1594) wurde mit der vorderösterreichischen Herrschaft belehnt.

## Verfassungsrechtliche Stellung
Das Herrschaftskonglomerat, das sich unter den Rechbergern, Landenbergern und Rochus Merz von Staffelfelden im ausgehenden 15. und im 16. Jahrhundert zur Herrschaft Schramberg entwickeln sollte, hatte als Kern die Reste der Herrschaften Falkenstein (-Falkenstein und -Ramstein) und Schilteck. Dem gemäß gründete die Herrschaft Schramberg auf der falkensteinischen Hochgerichtsbarkeit und war daher reichsunmittelbar und frei, nur dem deutschen König und Kaiser sowie dem Reich untergeordnet. Einschränkungen gab es diesbezüglich dort, wo sich Schramberger Herrschaft und Rottweiler Pürschgerichtsbezirk territorial überschnitten oder in den Kondominaten Tennenbronn und Sulgen/Sulgau; Letztere waren gemeinsame schrambergisch-württembergische Herrschaften. Dass schließlich zur Herrschaft der Rechberger, Landenberger und Staffelfeldener auch Rechte und Besitz außerhalb der Landesherrschaft an der Schiltach gehörten, zeigt neben anderem der Besitz der halben St. Georgener Klostervogtei, die insgesamt Reichslehen der Herren von Schramberg und der württembergischen Herzöge war.
Der gegenseitigen Verschränkung und Überschneidung von Besitz und Hoheitsrechten entsprach deren Mobilität bei Kauf und Verkauf. Hans von Rechberg erwarb um die Mitte des 15. Jahrhunderts Teile der falkensteinischen Herrschaften, die Herrschaft Schramberg wurde 1526 an die Landenberger, 1547 an Rochus Merz verkauft, um letztendlich an das Haus Habsburg-Österreich zu gelangen (1583).
Politisches Zentrum der Herrschaft Schramberg war die Burg Hohenschramberg. Daneben gab es die Streusiedlungen der Talschaften, die sich im Verlauf des 15. Jahrhunderts zunehmend als Gemeinden organisierten. Lauterbach und Sulzbach sind hier zu nennen (1497). Aichhalden und Mariazell – letzteres Lehen des Klosters Reichenau – waren dann zur Herrschaft Schramberg gehörende Gemeinden mit (zeitweise klein-) städtischem Charakter. Die innere Gliederung des Territoriums in fünf bzw. sechs „Ämter und Vogteien“ (Schramberg, Aichhalden, Lauterbach-Sulzbach, Mariazell, Tennenbronn, [Langen-Kirnbach]) wurde von Rochus Merz grundgelegt, das Merzsche Urbar zum „Grundgesetz“ der Landesherrschaft, die sich als „ritterschaftlicher Miniaturstaat“ in Organisation und Verwaltung den anderen Territorien anpasste. Die so entstandene Verwaltungsgliederung entsprach damit dem Zug der Zeit, war doch das 16. Jahrhundert das Zeitalter der Territorialisierung und Konfessionalisierung, wobei die Herrschaft Schramberg beim katholischen Glauben blieb, die katholische Kirche in der Herrschaft Schramberg aber territorialisiert wurde.

## Bissingen-Nippenburg

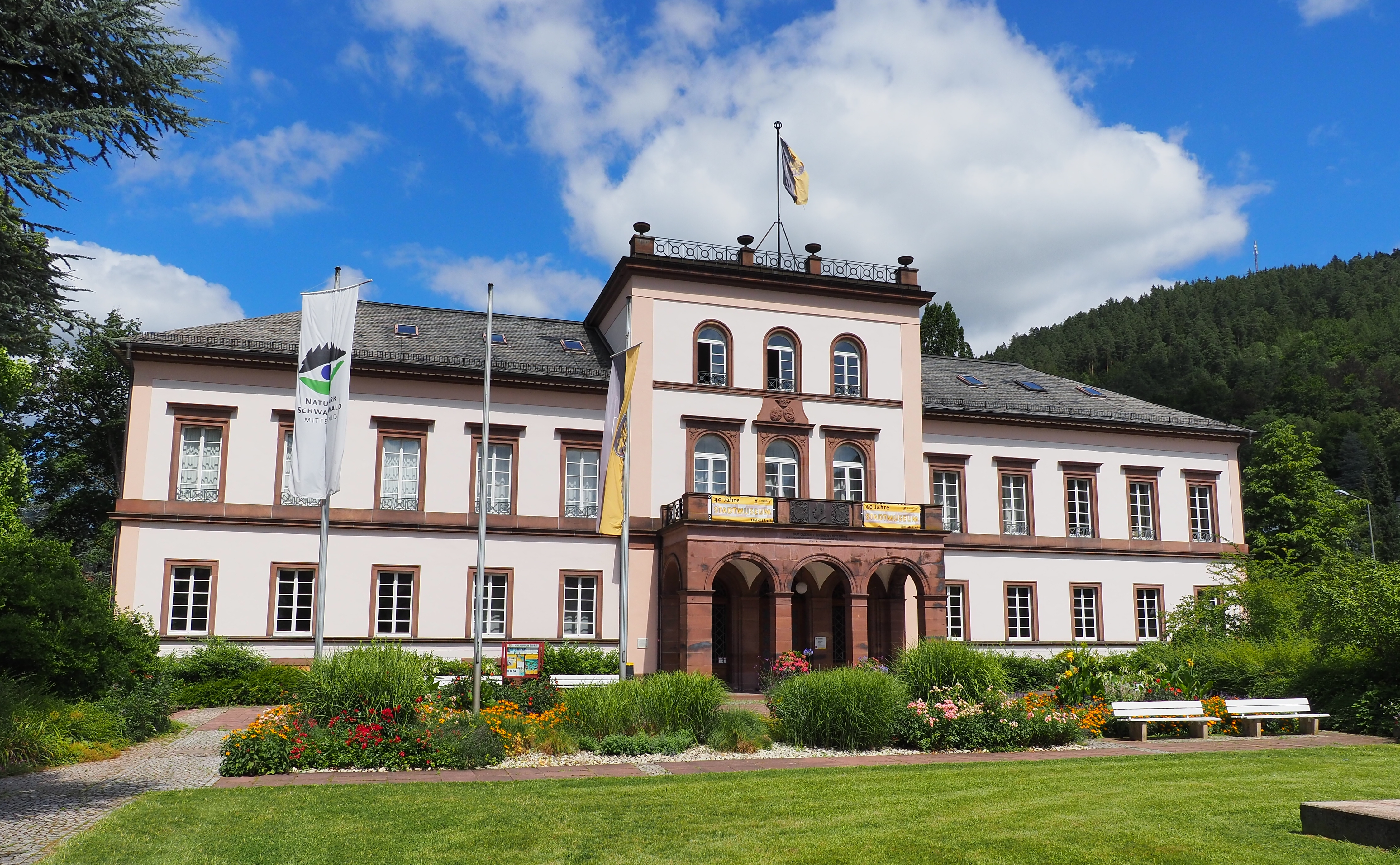
Schloss Schramberg

Um 1648 fiel das Territorium nach mehreren Besitzerwechseln und Grenzveränderungen an die Freiherren (seit 1746 Reichsgrafen) von Bissingen-Nippenburg. Die Herrschaft Schramberg bestand dann in quasi unveränderten Grenzen bis zum Anschluss an Württemberg im Jahre 1805. Geographisch umfasste die Herrschaft große Flächen der ehemals selbständigen Gemeinden Schramberg (Talstadt Schramberg), Sulgen, Tennenbronn, sowie Lauterbach, Mariazell (jetzt Gemeinde Eschbronn), Hardt, und Aichhalden. Politisches Zentrum der Herrschaft Schramberg war ursprünglich die Burg Hohenschramberg, die jedoch spätestens 1772/73 verlassen wurde, nachdem ein erstes Schloss in der Talstadt erbaut worden war. 
Der Begriff Herrschaft Schramberg wird umgangssprachlich kaum noch benutzt, meist wird hierfür auf den Begriff Raumschaft Schramberg zurückgegriffen. In der historischen Landeskunde/Geographie ist die Bezeichnung Herrschaft Schramberg jedoch immer noch gebräuchlich.